# Медресе Кунджак
Медресе Кунджак (узб. Kundjak madrasasi) — медресе в историческом центре Бухары (Узбекистан), воздвигнутое в XIX веке в эпоху правления представителей узбекской династии Мангытов. Расположено на улице «Амирий» махалли им. Имама Бухари.
Архитектурный памятник входит в «Национальный перечень объектов недвижимости материального культурного наследия Узбекистана». В настоящее время является объектом туристического сервиса.
Государственная программа предусматривала капитальное восстановление и реставрацию медресе в 2012 году.